# Ponte Caldelas
Ponte Caldelas és un municipi de la província de Pontevedra a Galícia. Pertany a la Comarca de Pontevedra. Limita al nord amb Cotobade, al sud amb Fornelos de Montes i Soutomaior, a l'est amb A Lama i a l'oest amb Pontevedra.

## Parròquies
Anceu (Santo André), Caritel (Santa María), Castro Barbudo (Santa María), Forzáns (San Fiz), A Insua (Santa Mariña), Ponte Caldelas (Caldelas, Gradín, Parada, Paradela, Laxoso de Arriba,Laxoso de Abajo y Pazos (Santa Eulalia), Taboadelo (Santiago), Tourón (Santa María) i Xustáns (San Martiño).

## Personatges
- Suso Vaamonde
- Chano Piñeiro